# Station Losheimergraben
Station Losheimergraben (ook Buchholz) was een station aan de lijn 45A in de Belgische provincie Luik. Dit deel van de spoorlijn werd gesloten op 31 mei 1998. Het station bevond zich tussen het gehucht Buchholz in het westen en de gegraven insnijding in de heuvelflank in het oosten.
Station Losheimergraben bevindt zich enkele honderden meters ten noordwesten van het hoogste punt van het voormalige Belgische spoorwegennet. De spoorlijn werd ten westen van Losheim diep ingegraven in de heuvelflank van de Weisse Stein om de waterscheiding tussen Rijn (Our) en Maas (Warche) over te steken. In deze insnijding bereikte het Belgische spoorwegennet zijn hoogste punt: 619,38 meter boven zeeniveau. Vanaf Losheimergraben daalt de lijn geleidelijk in de richting van Weywertz.
Het station bij Losheimergraben bevond zich op een hoogte van 609 meter boven de zeespiegel en is hiermee het hoogste station van het voormalige Belgische spoorwegennet (in 1919 werd het station Belgisch). In 1919 ging Losheimergraben functioneren als Belgisch eindstation. Om Belgische treinen te kunnen laten keren zonder het Duitse grondgebied te laten inrijden werd een draaischijf gebouwd in Buchholz. Ook werd er een watertoren en een waterkraan gebouwd om de stoomlocomotieven van water te voorzien.
Na de Tweede Wereldoorlog - waarin het station voor vier jaar terug Duits werd - werden de draaischijf en de watertoren afgebroken. De put van de draaischijf gingen dienen als waterreservoir (in plaats van de watertoren) zodat de waterkraan kon blijven functioneren. De waterkraan bleef in dienst tot het einde van de jaren 60 van de twintigste eeuw toen de stoomlocomotieven ook voor het goederenvervoer verdwenen van het Belgische spoornet. Voor het personenvervoer tussen Trois-Ponts en Losheimergraben werd al vanaf 1948 gebruik gemaakt van dieseltreinen. De waterkraan werd in 2020 door de gemeente Büllingen gerestaureerd.
In 2006 of 2007 werd de spoorlijn opgebroken. In 2014 werd een fietspad aangelegd op de voormalige spoorwegbedding. In 2017 werd het fietspad geasfalteerd.
0,0: Jünkerath ·
4,2: Stadtkyll ·
7,4: Kronenburg ·
10,5: Hallschlag ·
16,3: Losheim ·
2,3: Losheimergraben ·
5,5: Honsfeld ·
8,3: Büllingen ·
10,5: Bütgenbach ·
14,9: Weywertz